# The Omega Code
The Omega Code is een Amerikaanse christelijke actie- en sciencefiction-speelfilm uit 1999. 

## Verhaal
Deze film gaat over geheime codes, verstopt in de Tien geboden die alle geheimen onthullen van het verleden, het heden en de toekomst. Dr. Gillen Lane (gespeeld door Casper Van Dien) is een expert in de mythologie. Hij wordt op een dag gebeld door Stone Alexander (gespeeld door Michael York) die met hem wil samenwerken en samen wereldvrede wil bereiken. Stone Alexander is echter uit op de heerschappij over de hele wereld en is de toekomstige antichrist. Stone Alexander wil heel graag weten wat de toekomst brengt en het geheim hiervan zit verborgen in de codes. Hij heeft dr. Gillen Lane nodig om deze te ontcijferen. 
Wanneer dr. Gillen Lane achter het misdadige plan van Stone Alexander komt, wordt hij valselijk beschuldigd van een moordaanslag op Alexander en moet vluchten voor de politie en de handlangers van Alexander. Verder moet hij voorkomen dat Alexander in zijn misdadige plan slaagt.

## Rolverdeling
| Acteur             | Personage                   |
| ------------------ | --------------------------- |
| Casper Van Dien    | Gillen Lane                 |
| Michael York       | Stone Alexander/ Antichrist |
| Catherine Oxenberg | Cassandra Barashe           |
| Michael Ironside   | Dominic                     |
| Devon Odessa       | Jennifer Lane               |
| William Hootkins   | Percival Lloyd              |
| Robert Ito         | Shimoro Lin Che             |
| Steve Franken      | Jeffries                    |
| Janet Carroll      | Dorothy Thompson            |
| George Coe         | Jack Thompson               |
| Ravil Isyanov      | Rykoff                      |
| Ayla Kell          | Maddie Lane                 |
| Jan Triska         | profeeet                    |
| Terry Rhoads       | Matthews                    |
| Lise Simms         |                             |
| Robert F. Lyons    |                             |